# アカデミックハラスメント
アカデミックハラスメント（和製英語：academic harassment）とは、大学や研究機関などの学術機関において、教職員が教育・研究上の権力を濫用し、ほかの構成員に対して不適切で不当な言動を行うことにより、その者に対して修学・教育・研究ないし職務遂行上の不利益を与え、あるいはその修学・教育・研究ないし職務遂行に差し支えるような精神的・身体的損害を与えることを内容とする人格権侵害のことである。パワーハラスメントの一類型。略称はアカハラ。

## アカデミックハラスメントの定義
特定非営利活動法人（NPO）アカデミック・ハラスメントをなくすネットワーク（NAAH）は、アカハラを「研究教育に関わる優位な力関係のもとで行われる理不尽な行為」と定義している。

## 事例
アカデミックハラスメントの事例を以下に抜粋する。

### 学習・研究活動への妨害
研究教育機関における正当な活動を直接的・間接的に妨害すること。
- 文献・図書や機器類を使わせない[3]。
- 実験機器や試薬などを勝手に廃棄する[3]。
- 研究に必要な物品の購入や出張を、必要な書類に押印しないという手段で妨害する[3]。
- 机を与えない[3]。また机を廊下に出したり、条件の悪い部屋や他の研究室員とは別の部屋に隔離したりする[3]。
- 正当な理由がないのに研究室への立ち入りを禁止する[3]。
- 研究費の応募申請を妨害する[3]。
- 学会等への参加を正当な理由なく許可しない[3]。

### 卒業、単位、進級の妨害
学生の進級・卒業・修了を正当な理由無く認めないこと。また正当な理由無く単位を与えないこと。
- 卒業研究を開始して間もないのに、早々に留年を言い渡す[3]。
- 理由を示さずに単位を与えない[3]。
- 卒業・修了の判定基準を恣意的に変更して留年させる[3]。
- 卒業研究は完了しているのに “お礼奉公”としての実験を強要し、それを行わなければ卒業させない[3]。

### 選択権の侵害
就職・進学の妨害、望まない異動の強要など。
- 指導教員を途中で変更したら自動的に留年[3]。
- 本人の希望に反する学習・研究計画や研究テーマを押しつける[3]。
- 就職や他大学進学に必要な推薦書を書かない[3]。
- 就職活動を禁止する[3]。
- 会社に圧力をかけて内定を取り消させる[3]。
- 他の研究教育組織への異動を強要する[3]。
- 「結婚したら研究者としてやってはいけない」などと言って、結婚と学問の二者択一を迫る[3]。

### 研究成果の収奪
研究論文の著者を決める国際的なルールを破ること、アイデアの盗用など。
- 加筆訂正したというだけなのに、指導教員が第一著者となる[3]。
- 実験を行う・アイデアを出すなど研究を主体的に行って、その研究に最も大きな貢献をした者を第一著者にしない[3]。
- 著者の順番を教授が勝手に決める[3]。
- その研究に全くあるいは少ししか関わっていない者を共著者に入れることを強要する[3]。
- 学生が出したアイデアを使って、こっそり論文を書く[3]。

### 暴言、過度の叱責
本人がその場に居るか否かにかかわらず、学生や部下を傷つけるネガティブな言動を行うこと。
- 学生や部下が持ってきた論文原稿をゴミ箱につっこむ、破り捨てる、受け取らない、きちんと読まない[3]。
- 学生や部下が出したアイデアに全く検討を加えず、それを頭から否定する[3]。
- ささいなミスを大声で叱責する[3]。

## 具体的な事例
- 2006年、高崎経済大学ではアカデミックハラスメントにより進級を質に取られた学生が自殺。不当に多い課題を到底不可能な短期間にこなし提出するよう指示された[4]。
- 2009年、東北大学大学院で2年連続で博士論文受理を拒否された院生が自殺した[5]。
- 2009年、岐阜大学の教員が学生に向かって「社会のクズ」と発言し、正当な理由のない人格否定や多数の面前での批判を行った[6]。
- 2009年、京都大学の大学院生は建築学の研究を行いたかったにもかかわらず、子供の行動パターンに関する研究を行うことを強要されたこと、本来英語で研究の指導が受けられるということになっていたのに英語での指導がほとんど受けられなかったことなどによって自殺した[7]。
- 2010年、京都大学の教授が、論文執筆中の院生に対し、教授との共著とするよう強要し、これを拒むと留年させると通告された[8]。
- 2012年、兵庫教育大学の元教授が、同大大学院に入学した女性に対し、同年8月までの間、自分の研究データの削除を強要したり、「地獄を見ろ」と理不尽に怒鳴ったりし、女性はゼミの変更を余儀なくされた。同大は内部調査でアカデミックハラスメントと認定し、2015年に訴訟となった[9]。
- 2012年、東大人文社会学研究科の教授が、研究テーマを押し付ける、帰省やバイトなどのプライベート生活に介入する、適切な指導を行えないにもかかわらず自分との共同作業を強制する、などといった理由でアカデミックハラスメント委員会に申し立てられた。[10]
- 2015年11月、山形大学工学部助教からアカデミック・ハラスメントを受けて同学部4年の男子学生が公園で自殺。2017年、遺族が大学と助教に訴訟を起こした[11]。詳細は山形大学工学部アカデミックハラスメント自殺事件を参照。山形大は本事案を含むアカデミック・ハラスメントに関する３件の情報公開を請求されたが、関連文書を全面不開示とし、総務省はこれを「違法な不開示決定」とした[12]。
- 2015年から2016年に掛けて、大阪大学大学院国際公共政策研究科の60歳代の男性教授が、研究室に所属する複数の学生や学会の事務局スタッフらに対し、授業後に実施する懇親会に参加するよう強制するなどのアカハラを繰り返し行い、2018年2月22日に停職3ヵ月の懲戒処分となった[13]。
- 2017年、山形大学ｘEV飯豊研究センターでセンター長を務める大学教授によるアカデミックハラスメントが明らかになった。同年2月8日に男性技術支援職員を「偏差値40」「偏差値40」と連呼し、何度も罵倒したことや、同年9月に男性技術支援職員の机上に、「役立たず」「ボケが！」などと書かれた書き置きがなされたことが産経新聞から報道された。[14]センター長には1日分給与半減（減給額約１万円）というあまりにも軽微な処分が大学から下され、「軽すぎ」「前例になる」「再発防止にならない」と学生、保護者から批判が相次いだ[15]。
- 2018年
  - 3月、静岡県富士山世界遺産センターの教授2名が静岡県知事補佐官の安田喜憲を含む「県職員らの研究への介入や、ハラスメントが相次いだ」とし相次いで退職した[16]。
  - 3月19日、横浜市立大学は、国際総合科学群の男性教授が、20代の女子学生4人に具体的な指示をせず繰り返し叱るなどのアカデミックハラスメントをしたとして、停職2カ月の懲戒処分にした[17]。
  - 4月25日、関西大学の元大学院生が、教授から研究を中止させられるなどのアカデミックハラスメントを受けたとして、教授と関西大学に慰謝料など約600万円の支払いを求めた訴訟の判決が大阪地裁でなされ、内藤裕之裁判長は、教授と関西大学に約86万円の支払いを命じた。
  - 6月1日、茨城大学は、教育学部の教授が、女子学生を長時間叱るなどのアカデミックハラスメントを繰り返したとして、当該教授を停職3カ月の懲戒処分にしたと発表した[18]。
  - 12月27日、大阪市立大学は、男性教授からのセクハラ、パワハラ、アカデミックハラスメント（アカハラ）について、2011年6月から2018年5月までに17人の男女、計61件の被害に遭ったと認定し、当該教授を停職3カ月の懲戒処分にしたと発表した[19]。
- 2022年　男性教授（50代）が、自己の指導する学生に対し、無料通信アプリのメッセージを無断で見たり、大声で長時間叱責したりするなどのアカデミックハラスメントをしたとして、学術研究院農学系部門の５０代男性教授を停職１０日の懲戒処分にした。

## 被害者支援
長嶋(2010)は、「アカデミック・ハラスメントの場合は、大学には申し立て制度がある場合もあり、相談者が希望すれば、取り次ぎやサポートを行う。また、指導教員や研究室の変更、あるいは調停のようなことができるかどうかについて部局の状況に合わせた支援を行う」と述べた。また、「傷ついた心に寄り添うところから、自分自身を取り戻していけるようになるプロセスに関わることが支援になる」と述べ、心的外傷後ストレス障害（PTSD）などを発症することもありうることから、その際の治療・心理的ケアと並行しながら支援を進めていくべきとした（詳細は、「心的外傷後ストレス障害#治療」を参照）。

## 関連書籍
- 『大学の宗教迫害 : 信教の自由と人権について』室生忠 (著), 日新報道, 2012年, NCID BB0844118X, ISBN 978-4-8174-0736-8[1]
- 湯川やよい『アカデミック・ハラスメントの社会学 : 学生の問題経験と「領域交差」実践』ハーベスト社、2014年。ISBN 9784863390522。 NCID BB15291713。OCLC 876708282。
  - 〈底本〉湯川やよい『アカデミック・ハラスメントの社会学的研究 : 学生の問題経験と「領域交差」実践』 一橋大学〈博士(社会学) 甲第704号〉、2012年。NAID 500000951664。
- 北仲千里, 横山美栄子『アカデミック・ハラスメントの解決 : 大学の常識を問い直す』寿郎社、2017年。ISBN 9784909281005。 NCID BB24240881。OCLC 1004708183。全国書誌番号:22942488。